# IC 581
IC 584 ist eine Balken-Spiralgalaxie mit aktivem Galaxienkern vom Hubble-Typ SBab im Sternbild Löwe an der Ekliptik. Sie ist rund 353 Millionen Lichtjahre von der Milchstraße entfernt und hat einen Durchmesser von etwa 105.000 Lichtjahren.

Im selben Himmelsareal befinden sich u. a. die Galaxien NGC 3048, NGC 3053, NGC 3094.
Das Objekt wurde am 16. Dezember 1893 vom französischen Astronomen Stéphane Javelle entdeckt.